# Sluimer zacht
Sluimer zacht is een single van Sandra Reemer, toen nog kindersterretje Sandra, die de HBS probeerde af te ronden.
Sluimer zacht is een vertaalde cover van Summertime van George Gershwin, DuBose Heyward en vertaald door Eugène Gaiser. Ook Ira Gershwin werd op het label vermeld, maar alleen uit zakelijke overwegingen (bij het originele lied). De B-kant 't Is een mooie dag vandaag is eveneens een cover, maar dan van It's a lovely day van Irving Berlin in een vertaling van (vader) Reemer en ene Meurs (waarschijnlijk André Meurs van het Cocktail Trio, dat toen ook furore maakte).
Beide liedjes werden gearrangeerd door Frans Kerkhof, die ook leiding gaf aan het orkest.
Nederland en België hadden nog geen officiële hitparades, dus verkoopcijfers zijn niet bekend.
Sandra Reemer

Al di là · Stille nacht, heilige nacht · 'k Zweef aan m'n ballonnetje · Gloria, gloria · Sluimer zacht · Singapura · Hoe leit dit kindeke · Mijn gitaar · Kopi susu · Als jij maar wacht · Een bos rozen · Heimwee · Mijn concert · Teddy song · Jij vergeet · Since you have gone · (I've got) A love like a rainbow · Simon Zealotes · Love me, honey · The party's over · Trust in me · This is your heartbeat · How little we know · Colorado · Nothing's gonna change · It hurts to be in love · America here I come · Indonesia · Get it on · Rien ne va plus · Fly like an angel · Gold · All out of love · Sleep with me tonight · Laughter in the rain · Goodnight, sweetheart, goodnight · Smoke gets in your eyes · La colegiala · For your love · He was the one · Love is cruel · Domenica · The last goodbye · Mensen zoals jij · Kom naar me toe · Alles wat ik wil · Een boom voor het leven · De mooiste droom is vogelvrij
Sandra en Andres

Storybook children · Somethin' in my heart · For the first time in my life · Reach for the moon · Let us pray together · Love is all around · Those words · Que je t'aime · Mary Madonna · Als het om de liefde gaat · Mama mia · Auntie · Aime-moi · Dzjing boem! · True love · You believed · Oh, nous sommes très amoureux
Dutch Divas

Work that body · From New York to L.A.